# Victorian Football Association 1881
Victorian Football Association 1881 var den femte sæson i australsk fodbold-ligaen Victorian Football Association, og ligaen havde deltagelse af otte hold.
Ved sæsonens afslutning publicerede ligaen en liste over sæsonens fire bedste hold:
1. South Melbourne Football Club
2. Geelong Football Club
3. Carlton Football Club
4. Melbourne Football Club